# اوزینکی (آلاسکا)
اوزینکی (به انگلیسی: Ouzinkie) شهری در بخش کودیاک آیلند ایالت آلاسکا است که جمعیت آن در سرشماری سال ۲۰۰۰ میلادی ۲۲۵ نفر بوده‌است.